# Доњи Ступањ
Доњи Ступањ је насеље у Србији у општини Александровац у Расинском округу. Према попису из 2022. било је 758 становника (према попису из 1991. било је 1243 становника).

## Демографија
У насељу Доњи Ступањ живи 881 пунолетни становник, а просечна старост становништва износи 44,5 година (42,3 код мушкараца и 46,6 код жена). У насељу има 285 домаћинстава, а просечан број чланова по домаћинству је 3,75.
Ово насеље је скоро у потпуности насељено Србима (према попису из 2002. године), а у последњих пет пописа, примећен је пад у броју становника.

## Положај села
Куће су разасуте по плећатим косама, груписане према сродничким везама њених власника.
Надморска висина села износи око 333 м.

## Земље и шуме
У пољопривредном погледу, у Доњем Ступњу се издвајају два дела; побрђе под воћњацима и шумом и раван – поред реке, махом засејана кукурузом, детелином и поврћем: Широко Поље, Бостаниште, Стублине, Попова Шапка, Попов До, Попова Капа, Нерезина, Орница и Водице. Падине косе, које су махом под воћем, носе називе: Дубрава – данас виногради, Пршеник, Соколовац, Пољана и Осоје (шуме).
Доњи Ступањ је имао пространу утрину, по којој је напасана сеоска стока све до 1937. године. Тада је утрина издељена на парцеле по одраслим мушким главама и претворена у њиве – Парлози, Нерезина, Орница, Јасење, Стублина, Бостаниште, Долина и Осоје.

## Воде
У Доњем Ступњу се често јављају мањи извори по усецима поточића, од којих је најзначајнији Велика Чесма.
Кроз село протиче река Пепељуша, која је притока Западне Мораве.

## Привреда
У селу је највише развијена пољопривредна производња, а такође има дрвне и металопрерађивачке индустрије.

## Образовање
У селу постоји основна школа до четвртог разреда Иво Лола Рибар, која се раније називала Милован Глишић.

## Спорт
У селу постоји фудбалски клуб ФК Рубин, а такође постоји фудбалски терен, као и терен за мали фудбал, тенис, одбојку и кошарку.

## Култура и етнички састав
Ово насеље је скоро у потпуности насељено Србима.
Становништво је православне вероисповести, и село припада крушевачкој епархији, односно Велико-Врбничкој црквеној општини.
У селу постоји православна црква светом Андреју Првозваном, која је у изградњи.
На тромеђи села Лаћислед, Мрмош И Доњи Ступањ, ушушкан је у предивном природном амбијенту манастир Манастирак.
Поред манастира се налази гроб мајке Милоша Обилића, а такође по предању у близини се налазе рушевине средње вековног града Милоша Обилића.
|  |

| Демографија | Демографија | Демографија |
| Година      | Становника  | Становника  |
| ----------- | ----------- | ----------- |
| 1948.       | 1.520       |             |
| 1953.       | 1.622       |             |
| 1961.       | 1.589       |             |
| 1971.       | 1.414       |             |
| 1981.       | 1.344       |             |
| 1991.       | 1.243       | 1.172       |
| 2002.       | 1.068       | 1.138       |

| Етнички састав према попису из 2002.‍ | Етнички састав према попису из 2002.‍ | Етнички састав према попису из 2002.‍ | Етнички састав према попису из 2002.‍ | Етнички састав према попису из 2002.‍ |
| ------------------------------------ | ------------------------------------ | ------------------------------------ | ------------------------------------ | ------------------------------------ |
|                                      |                                      |                                      |                                      |                                      |
| Срби                                 | Срби                                 |                                      | 1.060                                | 99,25%                               |
| Црногорци                            | Црногорци                            |                                      | 1                                    | 0,09%                                |
| Македонци                            | Македонци                            |                                      | 1                                    | 0,09%                                |
| непознато                            | непознато                            |                                      | 5                                    | 0,46%                                |

| Година пописа     | 1948. | 1953. | 1961. | 1971. | 1981. | 1991. | 2002. |
| ----------------- | ----- | ----- | ----- | ----- | ----- | ----- | ----- |
| Број домаћинстава | 253   | 281   | 316   | 312   | 311   | 298   | 285   |

| Број чланова      | 1  | 2  | 3  | 4  | 5  | 6  | 7  | 8 | 9 | 10 и више | Просек |
| ----------------- | -- | -- | -- | -- | -- | -- | -- | - | - | --------- | ------ |
| Број домаћинстава | 40 | 60 | 34 | 51 | 38 | 38 | 14 | 6 | 3 | 1         | 3,75   |

| Пол    | Укупно | Неожењен/Неудата | Ожењен/Удата | Удовац/Удовица | Разведен/Разведена | Непознато |
| ------ | ------ | ---------------- | ------------ | -------------- | ------------------ | --------- |
| Мушки  | 459    | 104              | 326          | 19             | 10                 | 0         |
| Женски | 459    | 45               | 328          | 80             | 6                  | 0         |
| УКУПНО | 918    | 149              | 654          | 99             | 16                 | 0         |

| Пол    | Укупно                    | Пољопривреда, лов и шумарство | Рибарство                            | Вађење руде и камена | Прерађивачка индустрија       |
| ------ | ------------------------- | ----------------------------- | ------------------------------------ | -------------------- | ----------------------------- |
| Мушки  | 319                       | 262                           | 0                                    | 0                    | 25                            |
| Женски | 213                       | 189                           | 0                                    | 0                    | 11                            |
| УКУПНО | 532                       | 451                           | 0                                    | 0                    | 36                            |
| Пол    | Производња и снабдевање   | Грађевинарство                | Трговина                             | Хотели и ресторани   | Саобраћај, складиштење и везе |
| Мушки  | 1                         | 6                             | 11                                   | 2                    | 3                             |
| Женски | 1                         | 0                             | 1                                    | 1                    | 0                             |
| УКУПНО | 2                         | 6                             | 12                                   | 3                    | 3                             |
| Пол    | Финансијско посредовање   | Некретнине                    | Државна управа и одбрана             | Образовање           | Здравствени и социјални рад   |
| Мушки  | 0                         | 1                             | 1                                    | 3                    | 1                             |
| Женски | 0                         | 0                             | 2                                    | 3                    | 4                             |
| УКУПНО | 0                         | 1                             | 3                                    | 6                    | 5                             |
| Пол    | Остале услужне активности | Приватна домаћинства          | Екстериторијалне организације и тела | Непознато            | Непознато                     |
| Мушки  | 0                         | 0                             | 0                                    | 3                    | 3                             |
| Женски | 0                         | 0                             | 0                                    | 1                    | 1                             |
| УКУПНО | 0                         | 0                             | 0                                    | 4                    | 4                             |